# Wappameshi

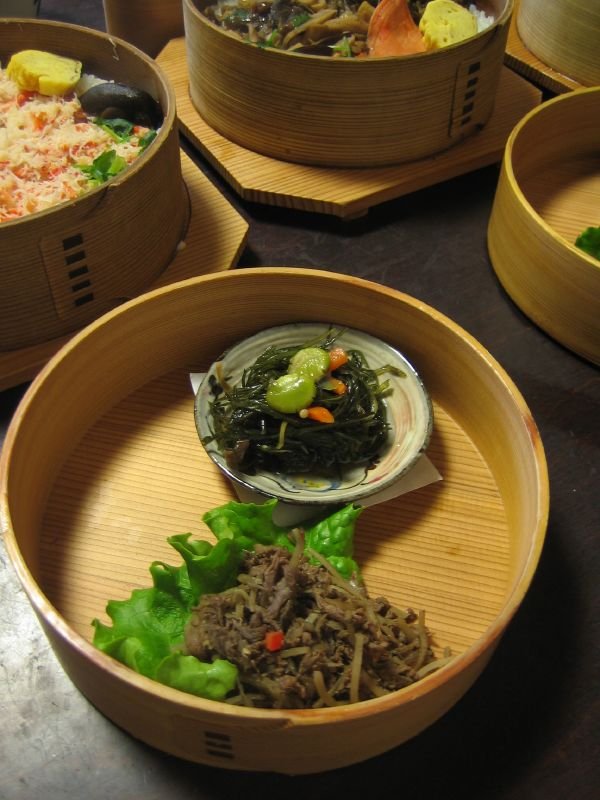
Wappameshi

Wappameshi (わっぱ飯 wappameshi)là một món Nhật nấu trong các hộp đựng đặc biệt hình tròn (gọi là wappa, có thể được dùng trong các hộp Bento) làm từ các tấm gỗ mỏng.  Nó gồm cơm cùng các nguyên liệu khác, là một đặc sản của tỉnh Niigata.